# 래리 반 크리트
래리 반 크리트(Larry Van Kriedt, 1954년 ~ )는 하드 록 밴드 AC/DC의 결성시의 베이시스트이다.